# Tunç Soyer

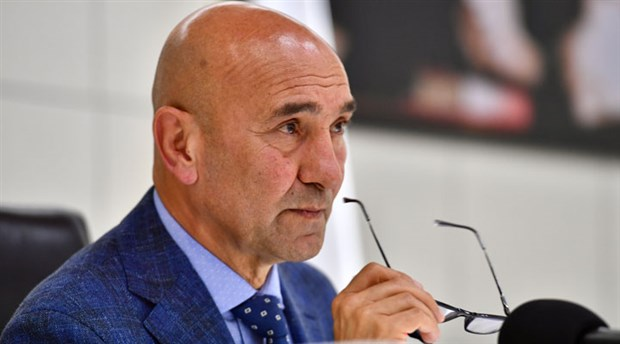
Tunç Soyer (2019)

Mustafa Tunç Soyer (* 1959 in Ankara) ist ein türkischer Politiker der Republikanischen Volkspartei (CHP) und seit 2019 Bürgermeister der türkischen Stadt Izmir.

## Leben
Nach seinem Schulabschluss in Bornova studierte Soyer Rechtswissenschaften an der Universität Ankara. Zudem verfügt er über zwei Masterabschlüsse (jeweils einen an der Webster University Geneva und der Dokuz Eylül Üniversitesi). 
Vor seinen Tätigkeiten als Bürgermeister war Soyer Berater des damaligen Bürgermeisters von Izmir, Ahmet Piriştina, und zudem auch Co-Generalsekretär der Handelskammer von Izmir. Bei den Kommunalwahlen 2009 wurde er als CHP-Kandidat zum Bürgermeister von Seferihisar gewählt und fünf Jahre später in seinem Amt bestätigt. Soyer trat bei der Kommunalwahl 2019 als CHP-Kandidat für das Amt des Oberbürgermeisters von Izmir an und gewann mit knapp 58 %.
Soyer ist verheiratet und hat zwei Kinder.